# Новомариновка (Акмолинская область)
Новомари́новка — село в Атбасарском районе Акмолинской области Казахстана. Входит в состав Шункыркольского сельского округа. Код КАТО — 113833200.

## География
Село расположено возле озера Асан Кожа, в южной части района, на расстоянии примерно 44 километров (по прямой) к югу от административного центра района — города Атбасар, в 49 километрах к северо-востоку от административного центра сельского округа — села Сочинское.
Абсолютная высота — 311 метров над уровнем моря.
Климат холодно-умеренный, с хорошей влажностью. Среднегодовая температура воздуха положительная и составляет около +4,2°С. Среднемесячная температура воздуха в июле достигает +20,8°С. Среднемесячная температура января составляет около -14,4°С. Среднегодовое количество осадков составляет около 385 мм. Основная часть осадков выпадает в период с июня по июль.
Ближайшие населённые пункты: село Сепе — на юго-западе, село Акана Курманова — на севере.
Близ села проходит автодорога областного значения — КС-7 «Сочинское — Атбасар».

## История
В 1989 году село являлось административным центром Новомариновского сельсовета, куда помимо Новомариновки, входили ещё два населённых пункта — За Озёром и Камысколь.
В периоде 1991—1998 годов:
- сельсовет был преобразован в сельскую администрацию, позже, в 1995 году, — в сельский округ;
- населённые пункты — За Озёром, Камысколь были упразднены.

Постановлением акимата Акмолинской области от 17 июня 2009 года № а-7/264 и решением Акмолинского областного маслихата от 17 июня 2009 года № 4С-15-9 «Об упразднении и преобразовании некоторых населенных пунктов и сельских округов Акмолинской области по Атбасарскому, Астраханскому и Енбекшильдерскому районам» (зарегистрированное Департаментом юстиции Акмолинской области 24 июля 2009 года № 3327):
- Новомариновский сельский округ был упразднён и исключён из учётных данных, — село Новомариновка и территория упразднённого сельского округа вошли в состав Шункыркольского сельского округа;
- административным центром Шункыркольского сельского округа был определён село Новомариновка.

Постановлением акимата Акмолинской области от 19 сентября 2016 года № А-11/451 и решением Акмолинского областного маслихата от 19 сентября 2016 года № 6С-5-4 «Об изменениях в административно-территориальном устройстве Атбасарского района Акмолинской области» (зарегистрированное Департаментом юстиции Акмолинской области 20 октября 2016 года № 5578):
- село Шункырколь было переведено в категорию иных поселений и исключено из учётных данных (как самостоятельная административная единица).

Постановлением акимата Акмолинской области от 25 октября 2019 года № А-11/506 и решением Акмолинского областного маслихата от 25 октября 2019 года № 6С-38-7 «Об изменении административно-территориального устройства Атбасарского района Акмолинской области» (зарегистрированное Департаментом юстиции Акмолинской области 1 ноября 2019 года № 7464):
- Шункыркольский сельский округ был преобразован с включением в его состав административной единицы «Село Сочинское» общей площадью в 129 738 гектар (1297,38 км2);
- административным центром Шункыркольского сельского округа был определён село Сочинское.

## Население
В 1989 году население села составляло 1254 человек (из них русские — 31 %).
В 1999 году население села составляло 790 человек (385 мужчин и 405 женщин). По данным переписи 2009 года, в селе проживали 603 человека (292 мужчины и 311 женщин).
| Численность населения | Численность населения | Численность населения |
| 1989                  | 1999                  | 2009                  |
| --------------------- | --------------------- | --------------------- |
| 1254                  | ↘790                  | ↘603                  |

## Улицы
- ул. Грейдерная,
- ул. Маншук Маметовой,ё
- ул. Мира,
- ул. Приозерная,
- ул. Сакенова,
- ул. Спортивная,
- ул. Целинная,
- ул. Школьная